# Maripa panamensis
Maripa panamensis ist eine Pflanzenart aus der Gattung Maripa aus der Familie der Windengewächse (Convolvulaceae). Die Art ist in Amerika verbreitet.

## Beschreibung
Maripa panamensis ist eine Liane mit drehrunden oder gewinkelten, hellbraunen Stängeln. Die Blattspreiten sind eiförmig, elliptisch oder umgekehrt eiförmig, 7 bis 15 cm lang, die Basis ist keilförmig bis mehr oder weniger abgerundet, nach vorn sind sie kurz zugespitzt bis stumpf. Die Blattflächen sind verkahlend, lederig mit einer deutlich emporgehobenen, gerunzelten Struktur zwischen den Nebenadern. Die Oberseite ist matt.
Die Blütenstände sind endständig, rispig-thyrsenförmig und mit rötlichen, drüsigen Trichomen besetzt. Die Tragblätter sind dreieckig, abfallend und dicht mit schildförmigen, drüsigen Trichomen besetzt. Die Blütenstiele sind 3 bis 4 mm lang. Die Kelchblätter sind eiförmig bis breit eiförmig, 7 bis 8 mm lang, lederig, die äußeren sind mit rötlichen, schildförmigen, drüsigen Trichomen besetzt, die inneren sind mit anliegenden Trichomen besetzt oder unbehaart. Die Krone ist violett bis blass lila gefärbt, 25 bis 30 (selten bis 37) mm lang.
Die Früchte sind elliptisch bis breit elliptisch geformt, messen 17 bis 25 mm im Durchmesser und sind getrocknet mit 16 bis 22 Furchen versehen. Sie sind zunächst gelb und werden später hell bis dunkelbraun. Die Samen sind elliptisch bis eiförmig, 15 bis 17 mm lang und 9 bis 10 mm dick.

## Verbreitung
Die Art ist im Osten Panamas sowie im Norden Kolumbiens und Venezuelas verbreitet.